# Rubén de la Barrera
Rubén de la Barrera Fernández (La Coruña, 18 gennaio 1985) è un allenatore di calcio spagnolo.

## Palmarès

### Competizioni nazionali
- Segunda División B: 1

Leonesa: 2016-2017 (gruppo 1)